# FN MINIMI
Lehký kulomet FN MINIMI je klasifikován jako LSW – Light Support Weapon (lehká podpůrná zbraň). Poprvé byl představen v roce 1974 a v současnosti jej používá více než 20 zemí světa. V roce 1982 byl zaveden do výzbroje armády USA pod označením M249 Squad Automatic Weapon (SAW). Od roku 1984 začal nahrazovat kulomety M60 a jednu útočnou pušku M16 v každém pěším družstvu.

## Konstrukce
Pracuje na osvědčeném systému odběru plynů z hlavně. Uzamčení závěru je řešeno pomocí otočného závorníku. Zbraň střílí z otevřeného závěru. Vnitřek hlavně je chromován z důvodu zvýšení životnosti. Uložení hlavně umožňuje její výměnu během několika sekund.
Zásobován municí je buď prostřednictvím dezintegračních (rozpadavých) nábojových pásů, standardních třicetiranných zásobníků pro pušku M16 nebo nábojovým pásem na 200 nábojů v krabicovitém zásobníku.
Kulomet je opatřen sklopnou dvojnožkou. Dioptrické hledí je stavitelné od 300 do 1 000 m. Rovněž lze použít optická mířidla nebo zaměřovač pro noční vidění. Pevná pažba je buďto klasického plného provedení, nebo jako rámová z trubek.
Do vrtulníků a omezených prostor je určena zmenšená verze Para Minimi s výsuvnou pažbou a kratší hlavní.